# Вальбонне
Вальбонне (фр. Valbonnais) — коммуна во Франции, находится в регионе Рона — Альпы. Департамент коммуны — Изер. Входит в состав кантона Матезин-Триев. Округ коммуны — Гренобль.
Код INSEE коммуны — 38518. Население коммуны на 1999 год составляло 440 человек. Населённый пункт находится на высоте от 672  до 2544  метров над уровнем моря. Муниципалитет расположен на расстоянии около 520 км юго-восточнее Парижа, 130 км юго-восточнее Лиона, 35 км юго-восточнее Гренобля. Мэр коммуны — Denis Macé, мандат действует на протяжении 2004—2010 гг.
Динамика населения (INSEE):